# John Watson (pilota automobilistico)
John Marshall Watson (Belfast, 4 maggio 1946) è un ex pilota automobilistico britannico.
Ha disputato 152 gran premi validi quali prova del Campionato mondiale di Formula 1, ottenendo 5 vittorie, due pole position, 5 giri veloci, 20 podi e 169 punti totali. È giunto al terzo posto nella classifica piloti del Campionato mondiale di Formula 1 1982.
Dopo il ritiro dall'attività di pilota è diventato commentatore sportivo.

## Biografia
John Watson è figlio di un ricco commerciante di motori di Belfast. Effettuò i suoi studi alla Rocksport School.
Intrecciò una relazione con Barbro Peterson, vedova del pilota di Formula 1 Ronnie Peterson, fino alla morte della donna, avvenuta nel 1987.

## Carriera

### Gli esordi
Watson si appassionò all'automobilismo fin da bambino, ereditando la passione del padre che era pilota dilettante. Terminati gli studi, iniziò a lavorare insieme al padre nell'azienda di famiglia, ma nel contempo iniziò a 18 anni la sua carriera nell'automobilismo, prendendo parte alle prime gare a bordo di un'Austin Sprite, su cui montò un motore della Formula Junior. Con questa vettura colse il suo primo successo, in una gara a Kirkistown.
L'anno successivo impiegò una vettura di produzione nordirlandese, la Crosslé. Anche su questa vettura montò un motore di Formula Junior. Nel 1967 passò all'uso di una monoposto, una Brabham a motore Honda, con cui vinse il campionato locale.
Dal 1968 sbarcò in Inghilterra, partecipando a diverse gare disputate sui circuiti costruiti attorno a Londra.

### Formula 2
Entrò poi in contatto con Gerry Kinnane, proprietario di un concessionario a Belfast, che intendeva allestire una squadra per partecipare al Campionato europeo di Formula 2 1969. Dopo aver acquistato due Lotus 48 usate, offrì a Watson, la possibilità di esordire al primo appuntamento stagionale: il BARC 200 Willis Trophy sul Circuito di Thruxton. Pur guidando una vettura poco competitiva, Watson riuscì a stupire gli addetti ai lavori. La gara era divisa in due batterie: nella prima, dopo essere partito ventesimo, Watson riuscì a rimontare fino al quinto posto, prima di essere costretto al ritiro per incidente, ma non riuscì a qualificarsi per la finale. Fu la sua unica presenza nella categoria, per l'annata. Watson rientrò in Irlanda del Nord, dove, con una Lola, giunse secondo nel campionato locale.
Le presenze, nel campionato europeo di Formula 2, furono abbastanza sporadiche, anche negli anni seguenti. Nel 1970 e 1971 s'iscrisse al campionato europeo come pilota privato, utilizzando una Brabham BT30-Cosworth. Nella prima stagione disputò le prime quattro gare, senza mai chiudere nessuna prova. Nel Grand Prix de Rouen-les-Essarts, prova non valida per il campionato, uscì di pista, rimediando fratture a una gamba, un braccio e una caviglia, costringendolo a tre mesi di riabilitazione.
Trovatosi con poco denaro a disposizione, venne aiutato da Derek Bell, con cui condivise l'officina e ricevette il supporto del suo meccanico. Nonostante poi disponesse di un motore meno competitivo rispetto a quello della concorrenza, i suoi risultati migliorarono. Nel 1971 ottenne il primo arrivo a punti a Mantorp Park, tracciato svedese, nella gara denominata Mantorp Trophy, giungendo quinto. Il quinto posto venne bissato nel Flugplatzrennen, corsa a Tulln. La stagione si chiuse con un sesto posto, nel Gran Premio di Roma, che venne corso a Vallelunga. In stagione vinse anche una gara non titolata, il Leinster Trophy, che si tenne sul circuito irlandese di Modello Park, e terminò al quinto posto nel Preis von Baden-Württemberg und Hessen, organizzato sul Circuito di Hockenheim, anch'essa prova non valida per il campionato europeo.
Nel 1972 passò all'Allan McCall Team Tui. Al volante di una monoposto Leda-Tui ottenne due arrivi a punti. Chiuse sesto anche nel Rothmans 50,000, gara di Formula Libre a Brands Hatch, a cui partecipavano anche vetture di Formula 1. Watson fu al volante di una Chevron, dello stesso team ufficiale della casa britannica. Nel 1973 corse la prima gara stagionale, sul Circuito di Mallory Park, con il team ufficiale della Brabham, ove si ritirò. Successivamente venne nuovamente ingaggiato dal team Chevron, e conquistò il suo primo podio, in categoria, col terzo posto nel Mantorp Grand Prix. Giunse poi decimo ad Albi.
Nel 1974, dopo il passaggio alla Surtees, fu secondo nel Deutschland Trophäe, disputatosi sul Circuito di Hockenheim. Disputò, sempre con la Surtees, ancora quattro gare stagionali, ma senza risultati rilevanti.

### Formula 1

#### John Goldie Racing (1972-1974)

##### 1972
L'esordio assoluto per Watson, con vetture di Formula 1, fu nel World Championship Victory Race 1972, gara non valida per il campionato mondiale, disputata sul Circuito di Brands Hatch, nell'ottobre 1972. Il nordirlandese fu impiegato dalla scuderia britannica Hexagon of Highgate, di John Goldie, che lo fece correre con una March 721. Dopo il decimo posto in qualifica, chiuse al sesto posto in gara.

##### 1973
Nel marzo 1973 Watson venne iscritto dalla Brabham alla Race of Champions, altra gara non titolata, disputata, anch'essa, a Brands Hatch. In tale occasione, Watson fu vittima di un brutto incidente: a causa del blocco dell'acceleratore uscì fuori pista e si schiantò lungo le barriere, rompendosi la gamba destra. Rimase poi intrappolato per un'ora nelle lamiere della vettura, prima di essere liberato dai commissari.
Ripresosi velocemente, fu in grado di esordire nel Campionato mondiale di Formula 1 al Gran Premio di Gran Bretagna. Il pilota nordirlandese, iscritto dal team Brabham, che gli mise a disposizione una Brabham BT37, venne sostenuto ancora dal concessionario britannico della BMW, John Goldie; la vettura affrontò la gara con una curiosa livrea di colore marrone. Watson si qualificò ventitreesimo, staccato di 3"8 dal tempo del poleman, Ronnie Peterson. In gara fu costretto all'abbandono al trentaseiesimo giro. Iscritto anche al Gran Premio d'Olanda e al Gran Premio di Germania non prese comunque parte agli eventi, per l'indisponibilità della vettura. Riapparve solo nell'ultima gara della stagione, il Gran Premio degli USA, in cui si qualificò venticinquesimo, prima di abbandonare, al settimo giro.

##### 1974
Nella stagione 1974 la Goldie Hexagon Racing decise di affrontare l'intero campionato, mettendo a disposizione del pilota britannico una Brabham BT42. Nelle prime cinque gare della stagione Watson non colse punti, ma nel Gran Premio di Monaco, giunse sesto, conquistando il suo primo punto iridato. Partito ventitreesimo, fu favorito dai molti ritiri, ben 16, e dal fatto che due piloti non fossero partiti.
Watson dimostrò una certa regolarità, nelle gare successive, in cui colse però sempre piazzamenti fuori dai punti, tra cui il settimo al Gran Premio d'Olanda. Nella gara seguente, il Gran Premio di Francia, la scuderia impiegò anche una seconda vettura, affidata al brasiliano Carlos Pace. Nel Gran Premio d'Austria il team mise a disposizione di Watson una più moderna Brabham BT44. Partito undicesimo, il nordirlandese fu autore ancora di una gara regolare che, grazie a diversi ritiri e incidenti degli avversari, lo portò a chiudere al quarto posto.
Watson colse un bel exploit nelle qualifiche del Gran Premio d'Italia, ove ottenne il quarto tempo. Nelle stesse qualifiche fu però vittima anche di un brutto incidente alla Seconda di Lesmo, che non ebbe conseguenze sul pilota ma distrusse la monoposto. La gara venne penalizzata da un errore alla chicane, al decimo giro, che costò al pilota un'uscita di pista; Watson poté proseguire, anche se l'errore lo fece sprofondare lontano dalla zona dei punti. Chiuse alla fine settimo.
Anche nell'ultima gara dell'anno, il Gran Premio degli USA, Watson fu autore di una ottima qualifica, settimo. In gara fu ancora autore di una bella gara, caratterizzata da una lunga lotta con Arturo Merzario, in cui chiuse quinto. Watson chiuse al quindicesimo posto nella classifica piloti.
Pur dotato di una vettura poco competitiva, Watson fu il pilota che effettuò più giri in gara, nel corso della stagione. Chiuse 897 giri, pari al 91,62% dei giri totali della stagione.

#### Surtees (1975)

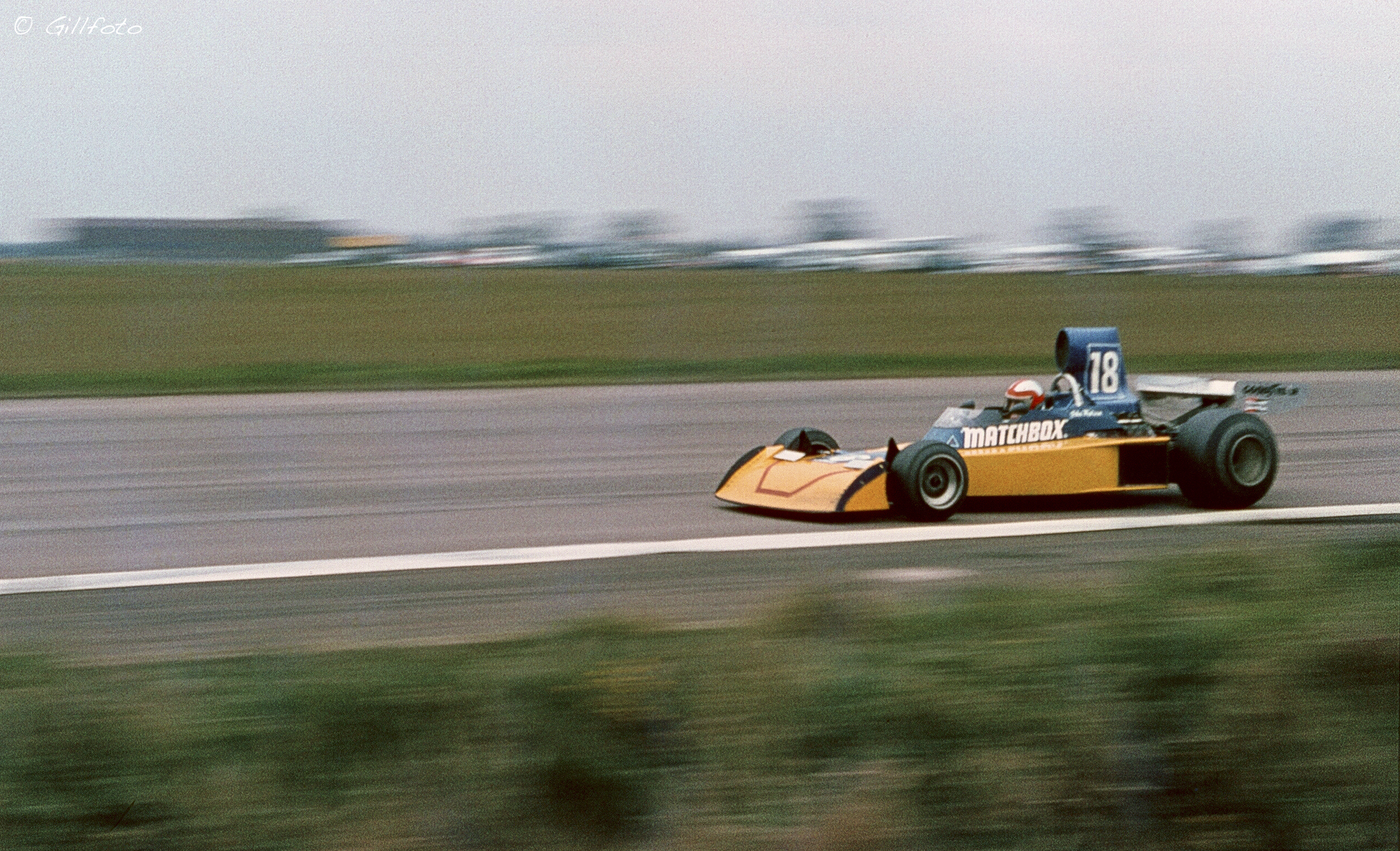
John Watson sulla Surtees TS16 nel 1975.

Per il 1975 John Watson passò alla Surtees, con cui aveva già corso nel 1974 in Formula 2.
Nella prima gara della stagione, in Argentina, il britannico incappò in una squalifica. Al momento della partenza sulla sua vettura si verificò la rottura della pompa del carburante. I meccanici della Surtees spinsero la monoposto ai box, ove ripararono il guasto, ma tale intervento era contrario al regolamento. Il pilota venne escluso dalla gara dopo 9 giri.
Nella gara successiva, in Brasile fu penalizzato da una foratura, mentre era nono. Dopo il ritiro in Sudafrica, Watson colse un inatteso secondo posto nella Race of Champions e un quarto alla BRDC International Trophy, gare non titolate. Nel caotico e tragico Gran Premio di Spagna partì in terza fila, e in gara si trovò secondo, alle spalle di Mario Andretti, quando delle vibrazioni alla sua vettura lo costrinsero a una sosta ai box, che lo fece sprofondare in penultima posizione. La gara venne interrotta per incidente, col nordirlandese che era risalito in ottava posizione.
Watson sfiorò i punti nel Gran Premio di Svezia. Partito decimo, si trovò quinto a metà gara, prima di cedere alcune posizioni a piloti su vetture più veloci. Le sue speranze s'infransero quando, al sessantacinquesimo giro, fu costretto al cambio degli pneumatici. La Surtees, scuderia che si dibatteva in difficoltà finanziarie, non partecipò al Gran Premio di Germania, per l'impossibilità di montare una vettura dopo l'incidente di Silverstone. John Watson venne ingaggiato dalla Lotus al posto di Jim Crawford, grazie al miglior risultato in un test, con gli altri piloti che la Lotus aveva schierato a Silverstone; la scuderia inglese schierò quindi nuovamente due sole vetture. Chiuse la gara dopo due giri, per la rottura della sospensione.
In Austria rientrò nel circus la Surtees, che impiegò di nuovo il nordirlandese, che chiuse decimo in gara. A fine agosto Watson fu impegnato nella terza gara non titolata della stagione, il Gran Premio di Svizzera, disputato a Digione, dove chiuse quinto.
Questo fu l'ultimo impegno con la scuderia britannica per Watson: a Monza il team dovette ancora dare forfait, questa volta a causa della mancanza di motori. Per l'ultima gara della stagione, il Gran Premio degli USA, Watson passò alla scuderia statunitense Penske, ove prese il posto di Mark Donohue, deceduto a seguito di un incidente patito nel warm up del Gran Premio d'Austria. Watson affrontò le qualifiche con una Penske PC3, ma scontò dei problemi elettrici nel corso del warm up. La scuderia fu costretta allora a farlo correre con una PC1, presente al circuito solo come vettura da esposizione, e regolata secondo le esigenze del Circuito Paul Ricard, su cui era stata impiegata nel Gran Premio di Francia. Watson partì dai box, e chiuse nono.

#### Penske (1976)
Per la stagione 1976 Watson venne confermato dal team statunitense, che riuscì a fornirgli una vettura ben più competitiva della Surtees. Dopo il ritiro nella gara inaugurale, il Gran Premio del Brasile, con la monoposto andata a fuoco, conquistò il terzo posto, in qualifica, al Gran Premio del Sudafrica; penalizzato da una cattiva partenza chiuse, comunque, al quinto posto. Watson si ritirò, per un'uscita di pista, nella Race of Champions, gara non valida per il campionato.
A Long Beach tamponò in gara Jacques Laffite, e chiuse non classificato. Seguì un periodo senza arrivi a punti, con prestazioni non particolarmente convincenti nemmeno in qualifica.
Nel Gran Premio di Francia Watson conquistò l'ottavo posto in griglia. La gara fu positiva, con il pilota che ottenne il primo podio della sua carriera nel mondiale, giungendo terzo. Questo rappresentava anche il primo arrivo a podio per la Penske.
Al termine della gara vennero effettuati dei controlli tecnici sulle vetture. Sì scopri che sulla sua monoposto l'alettone era più alto di quanto consentito di circa 1,5 cm. Ciò porto alla sua squalifica.
Il giorno seguente la CSI decise però di riammettere nella classifica del GP di Spagna le vetture di James Hunt (che era giunto primo) e quella di Jacques Laffite, secondo il principio che le violazioni del regolamento tecnico non avevano modificato le prestazioni delle monoposto. Ciò fece sperare la Penske per uno stesso trattamento nei confronti della vettura di Watson. Il 22 luglio, in effetti, la Federazione Francese dell'Automobilismo riammise Watson in classifica.

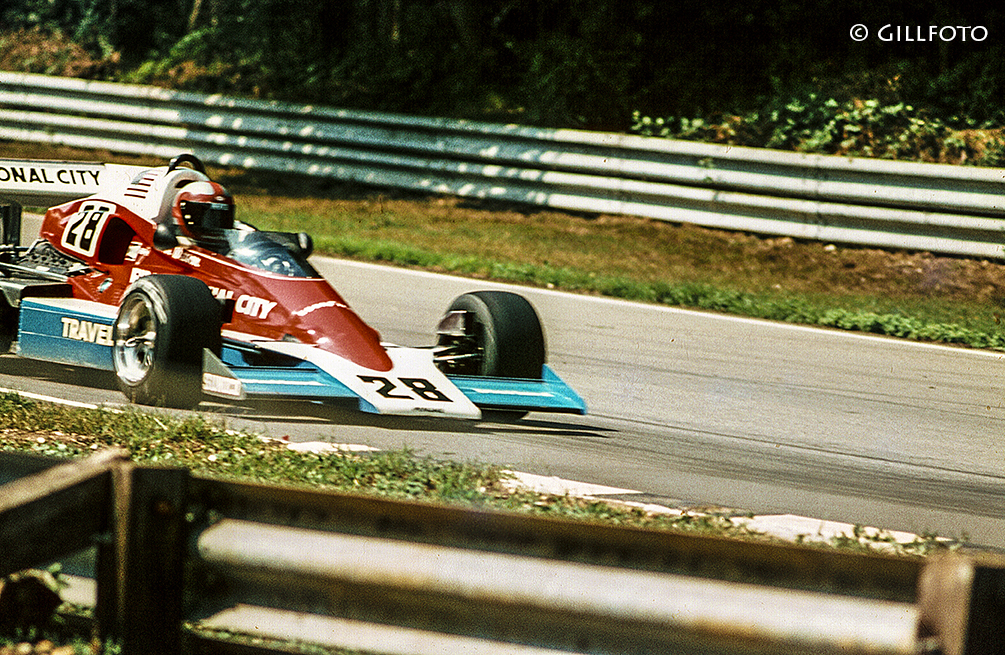
Watson a bordo di una Penske, nel 1976. Con la vettura statunitense il nordirlandese conquistò la sua prima vittoria nel mondiale di Formula 1.

Anche nel successivo Gran Premio di Gran Bretagna Watson finì terzo. Anche in questo caso, però, il risultato fu ottenuto solo dopo un intervento della Federazione. La gara, infatti, era stata vinta da James Hunt, che venne successivamente escluso dalla classifica, per aver utilizzato il muletto per riallinearsi sulla griglia, dopo l'incidente dopo la prima partenza. Watson era giunto quarto, dopo una bella rimonta, e si trovò così sul podio.
Dopo un settimo posto nel drammatico Gran Premio di Germania, nel Gran Premio d'Austria Watson colse la sua prima vittoria, che rappresentò anche l'unica affermazione per la Penske nel Campionato mondiale di Formula 1. In qualifica il nordirlandese conquistò la prima fila, alle spalle di James Hunt. In gara, condizionata dalla pioggia caduta poco prima, Watson conquistò subito il comando che perse al terzo giro, passato da Ronnie Peterson. Al giro 12 Watson tornò di nuovo al comando, che mantenne fino all'arrivo. Per la prima volta dal Gran Premio del Belgio 1967, una vettura statunitense vinceva un gran premio di Formula 1 valido per il mondiale (all'epoca l'Eagle). A completare il podio vi furono Jacques Laffite e Gunnar Nilsson. Il nordirlandese, per festeggiare la vittoria, decise di tagliarsi la folta barba. La Penske colse la vittoria proprio sul tracciato su cui, un anno prima, era perito Mark Donohue. Watson fu il cinquantottesimo pilota diverso a vincere una gara valida per il mondiale.
All'indomani del Gran Premio d'Austria vi però furono delle polemiche per i carburanti utilizzati da talune scuderie, come appunto la Penske (assieme alla McLaren). Si paventò che potesse aggiungere alla benzina dell'alcol metilico, o una miscela di alcol, al fine di aumentarne gli ottani.
In Olanda Watson partì quarto, ma fu anche protagonista di un incidente nelle qualifiche. Larry Perkins tamponò il nordirlandese, facendo volare entrambi fuori dal tracciato, senza conseguenze per i piloti. In gara ingaggiò un duello con James Hunt, per il primo posto, ma dovette ritirarsi, per problemi tecnici, al quarantottesimo giro, mentre era secondo.
Nel successivo Gran Premio d'Italia scoppiò lo scandalo della benzina, che era stato anticipato dalle polemiche seguite al Gran Premio d'Austria. Al termine delle prove, alcuni tecnici della Snam-Agip prelevarono dei campioni benzina per controllare che rispondessero ai criteri del regolamento. Secondo il regolamento sportivo in vigore in Italia la benzina non poteva superare i 101 ottani: vennero trovati irregolari proprio i carburanti della Penske (109 ottani) e della McLaren (101,75). I responsabili di questi team si difesero affermando che la benzina era regolare, essendo stata acquistata nel Regno Unito e sottolineando come a effettuare i controlli fossero dei tecnici dell'Agip, fornitrice della Ferrari.
Si decise perciò di cancellare i tempi della seconda sessione, al termine della quale erano stati effettuati i riscontri. Watson, Hunt e Mass si ritrovarono perciò in graduatoria con i tempi, molto alti, della sessione piovosa del venerdì e perciò non qualificati, anzi con tempi superiori al 110%, rispetto al tempo del poleman, e quindi non ripescabili. Vennero così recuperati Brett Lunger, Arturo Merzario e Otto Stuppacher. Stuppacher aveva però già abbandonato il circuito convinto di non essersi qualificato, Merzario non prese parte alla gara così come Guy Edwards, per un problema sulla sua Hesketh. Ciò fece riammettere, anche se in fondo allo schieramento, Watson e il duo della McLaren, perché il limite del 110% non venne applicato in quanto la sessione del venerdì era avvenuta sotto la pioggia. Il nordirlandese chiuse fuori dalla zona dei punti. La Commissione Sportiva della Federazione Internazionale sconfessò, qualche giorno, dopo le decisioni della giuria del gran premio in merito alle squalifiche di McLaren e Penske. La Commissione infatti giudicò non corretto il metodo utilizzato a Monza e fece così decadere l'accusa di frode per i due team.
La stagione si chiuse col Gran Premio del Canada, ove Watson non colse punti, seguito da un ennesimo arrivo a punti, sesto posto, nel Gran Premio degli USA-Est, mentre nel Gran Premio del Giappone, Watson partì in seconda fila, ma fu costretto all'abbandono. Watson conquistò in stagione 20 punti, e il settimo posto nella classifica mondiale.

#### Brabham (1977-1978)

##### 1977
Al termine della stagione 1976, anche per l'assenza di sponsor, la Penske interruppe la sua partecipazione al campionato mondiale di F1. Watson non rimase senza volante, ma venne ingaggiato dalla Brabham, che lo preferì a un tentennante Clay Regazzoni. Per la prima volta si trovò a guidare una vettura non motorizzata col tradizionale Ford Cosworth DFV, ma un motore V12 dell'Alfa Romeo. E, inoltre, si trovò, per la prima volta, ad avere, un compagno di squadra fisso: il brasiliano Carlos Pace, che era già stato suo compagno di scuderia, per una gara, nel 1974, alla John Goldie Racing with Hexagon.

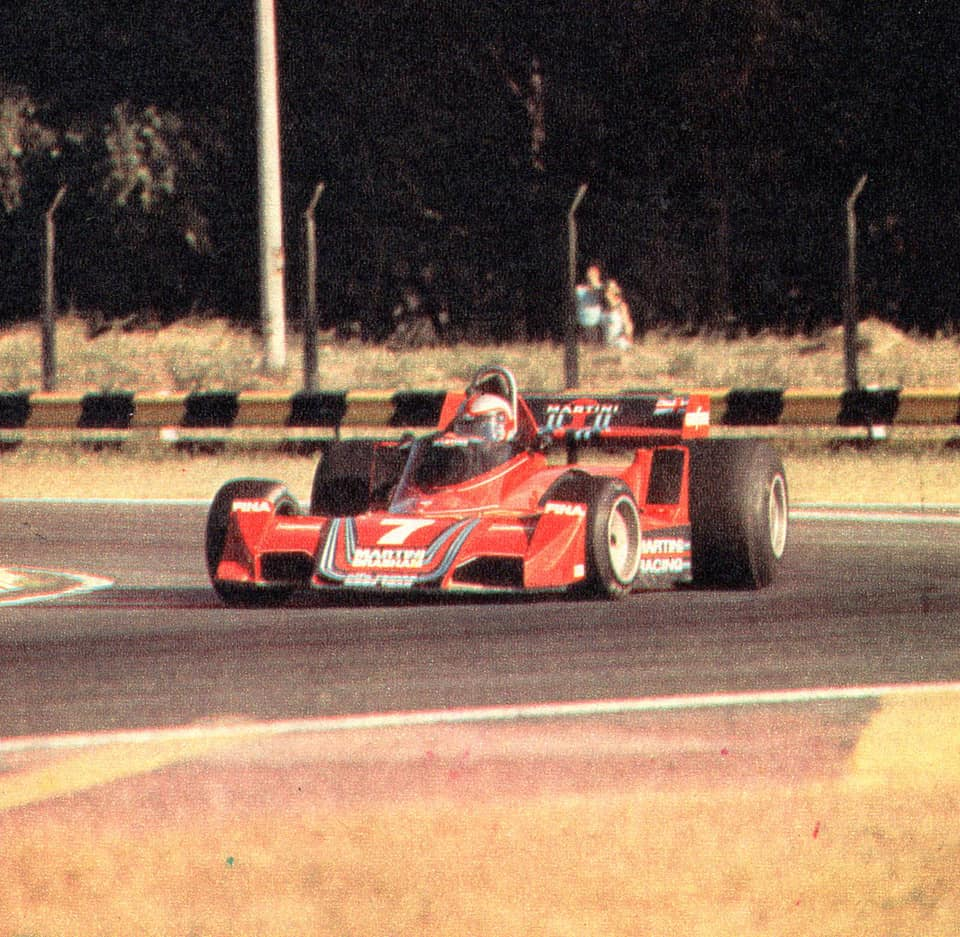
Watson impegnato nel Gran Premio d'Argentina. In gara un problema tecnico, quando era al comando, lo costrinse al ritiro.

Nella prima gara della stagione, in Argentina, Watson conquistò subito la prima fila. Per una vettura motorizzata Alfa Romeo la prima fila mancava dal Gran Premio di Spagna 1951. Il gran premio iniziò bene con Watson che prese subito la testa. Dopo essere stato superato da Hunt, sfruttò un'uscita di pista del pilota della McLaren per tornare al comando. La gara però s'interruppe al quarantaduesimo giro, per la rottura del semiasse. Fu sfortunata anche la gara successiva, in Gran Premio del Brasile. A lungo sul podio virtuale, il nordirlandese si ritirò dopo un contatto con Patrick Depailler.
Dopo la trasferta in Sudamerica la stagione proseguì con la Race of Champions, gara non inserita nel calendario iridato. Il 18 marzo, due giorni prima della gara, perì, in un incidente aereo, presso Mairiporã, città dello stato di San Paolo, Carlos Pace, compagno di scuderia di Watson. Al suo posto la Brabham proseguì la stagione ingaggiando Hans-Joachim Stuck, impiegato nel Gran Premio del Sudafrica dalla March. Nella Race of Champions Watson ottenne la pole position: questa fu la prima partenza al palo per una vettura motorizzata dall'Alfa Romeo, in una gara di Formula 1, anche se non valida per il campionato, dal Gran Premio d'Italia 1951. In gara Watson giunse terzo.
Solo alla terza gara iridata, il tragico Gran Premio del Sudafrica, funestato dalla morte di Tom Pryce, Watson colse i primi punti, col sesto posto, dopo una lotta serrata con Vittorio Brambilla. Watson fece suo anche il giro veloce, il primo dal Gran Premio di Spagna 1951 per una vettura spinta da un motore Alfa Romeo. Watson fu il sessantaquattresimo pilota della storia del mondiale di Formula 1 a conquistare un giro veloce.
La gara successiva, il Gran Premio degli Stati Uniti-Ovest, fu alquanto sfortunata per Watson. Mentre il pilota si trovava quarto fu prima costretto ai box per una foratura, che lo fece sprofondare lontano dalla zona dei punti. Successivamente dovette fermarsi nei pressi del muretto, per consentire ai suoi meccanici di riparare un guasto all'accessione. Tale riparazione, al di fuori dei box, però non era consentita, e portò alla squalifica di Watson, che comunque era attardato di quasi venti giri dal primo. In Spagna un altro guaio tecnico lo privò di un possibile arrivo nei punti.
A Montecarlo Watson colse la sua prima pole position. Al venerdì il miglior tempo era stato conquistato da Stuck, suo compagno di scuderia. Al sabato il nordirlandese fu ancora più bravo, e strappò la partenza al palo al tedesco. Era dal 1951, con Juan Manuel Fangio a Monza, che una vettura spinta da un motore Alfa Romeo non otteneva la pole position in una gara del mondiale. Watson fu il cinquantaduesimo pilota a ottenere questo risultato.
In gara Watson partì male e venne passato subito da Jody Scheckter, che riuscì a difendersi bene dagli attacchi del pilota della Brabham. Il continuo pressing di Watson su Scheckter affaticò l'impianto frenante della sua monoposto, tanto che al giro 45 andò lungo alla chicane e venne passato da Niki Lauda. Tre giri dopo fu costretto al ritiro per un guasto al cambio.

Watson impegnato nel Gran Premio d'Italia 1977. Vi si ritirò dopo tre giri.

Un ennesimo ritiro si verificò nel Gran Premio del Belgio. Watson partì secondo, ma nel corso del primo giro tamponò Mario Andretti: entrambi furono costretti all'abbandono. In Svezia Watson fu il più rapido, nelle qualifiche del venerdì, mentre venne battuto da Andretti al sabato. In gara il britannico prese il comando, che dovette abbandonare dopo solo due giri, ripassato dall'italo-americano. La gara di Watson venne penalizzata da un contatto con Jody Scheckter; Watson chiuse comunque quinto.
Watson fu, nuovamente, il più rapido, nelle qualifiche del venerdì, anche nel successivo Gran Premio di Francia. Al sabato scalò però quarto. In gara Watson prese il comando al quinto giro ma, nell'ultimo passaggio, la mancanza di benzina lo costrinse a cedere la prima posizione a Mario Andretti. Watson chiuse la gara con la vettura in folle. A Silverstone Watson conquistò ancora la prima fila, mentre, in gara, dopo aver conquistato subito il comando, venne tradito da un guasto all'alimentazione.
Anche in Germania dopo la prima fila delle qualifiche, la sua gara venne presto interrotta, dopo 8 giri, da un problema tecnico, quando il pilota della Brabham era secondo. Dopo alcune gare incolori, senza arrivi a punti (ma col giro veloce nel Gran Premio d'Austria, secondo della stagione) e prestazioni deludenti in qualifica, Watson si rivide nelle prime posizioni delle qualifiche del Gran Premio degli USA-Est, in cui partì terzo. In gara, però, su pista bagnata, il nordirlandese optò per la partenza con gomme slick, giungendo fuori dalla zona dei punti. La stagione si concluse ancora con la seconda fila nel Gran Premio del Giappone, ma anche con due ritiri nelle ultime due gare.
Watson chiuse in classifica piloti con 9 punti, e il tredicesimo posto in classifica. Fu comunque il quinto pilota per numero di giri condotti in testa nei gran premi, e il quarto come posizionamento medio in qualifica.

##### 1978
Watson rimase in Brabham anche per il 1978. In stagione trovò un nuovo compagno di scuderia, Niki Lauda, campione del mondo in carica.
Nel gran premio d'esordio Watson, in Argentina, Watson batté Lauda in qualifica, ma un problema tecnico apparso nel warm up, che non venne risolto prima della gara, ne penalizzò la prestazione nel gran premio, dove fu costretto all'abbandono. In Brasile fu limitato da uno stato febbrile in prova, mentre, nella gara seguente, il Gran Premio del Sudafrica colse il primo podio stagionale, col terzo posto. Partito decimo, Watson fu autore di una gara regolare, anche se macchiata da un testacoda,   e, sfruttando i tanti ritiri, chiuse a soli 4 secondi da Ronnie Peterson, vincitore, all'ultima curva, su Patrick Depailler.

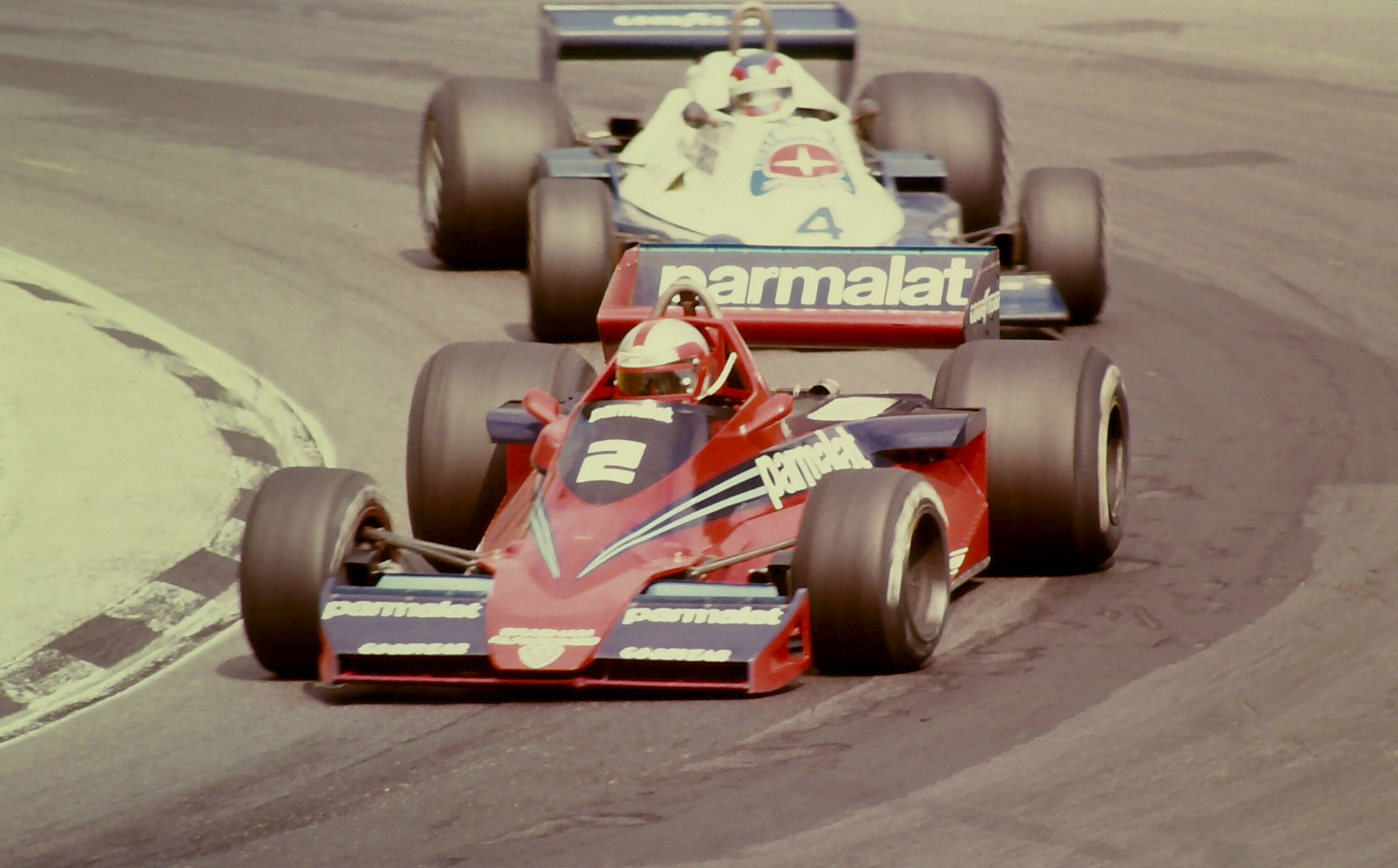
John Watson sulla Brabham n°2 al Gran Premio di Gran Bretagna 1978.

A Long Beach, dopo il quinto posto in qualifica, Watson si trovò subito secondo ma la sua gara venne interrotta dall'esplosione dell'estintore. Nel successivo gran premio, ancora su un tracciato cittadino, quello di Monaco, Watson beffò, in prova, Lauda per un solo centesimo, e si piazzò in prima fila, pur essendo autore anche di un errore di guida che portò alla rottura delle sospensioni. Nel gran premio Watson si trovò presto in testa, ma dei problemi ai freni lo fecero commettere alcuni errori. Al trentottesimo giro scalò così terzo, passato da Depailler e Lauda. In seguito risalì secondo, dopo una sosta di Lauda. Menomato anche da un guaio al cambio Watson fu autore di alcune altre sbavature di guida, che lo fecero poi retrocedere in quarta posizione.
Dopo un ritiro in Belgio, il nordirlandese colse un altro arrivo a punti nel Gran Premio di Spagna, in cui sfruttò diversi ritiri degli avversari. Dalla gara del Belgio, inoltre, la Goodyear, a seguito di alcune polemiche sulla qualità degli pneumatici, decise di proseguito comunque a fornire tutti, ma aveva deciso anche di concentrarsi maggiormente su dieci piloti, tra cui Watson. La casa si impegnava inoltre a fornire tutte le mescole ai due piloti, che in ciascun gran premio, avessero fatto segnare i tempi migliori nella prima giornata di prove.
In Svezia la Brabham presentò la BT46B su cui era stato applicata, al retrotreno, una gigantesca ventola. Ufficialmente essa servirebbe solo a raffreddare il motore Alfa Romeo, in realtà agiva estraendo l'aria dal fondo della vettura per creare quella depressione necessaria a "schiacciare" la vettura verso il suolo, riprendendo l'idea lanciata dalla statunitense Chaparral, qualche stagione prima. La soluzione venne contestata dalle altre scuderie, in quanto tale dispositivo sarebbe un elemento aerodinamico mobile, vietato dal regolamento. La vettura era molto competitiva, tanto che, di fatto, la scuderia decise di nascondere le sue prestazioni nelle prove, anche se Watson chiuse comunque in prima fila. In gara il pilota britannico fu poi costretto al ritiro, dopo un testacoda. La gara fu l'unica per questo modello, visto che, il 23 giugno, la CSI decise di vietare, almeno fino al 1º agosto, l'uso della ventola sul retro delle vetture di Formula 1. Nel gran premio seguente, il Gran Premio di Francia Watson fece sua la pole position, la sua seconda, e ultima, nel campionato mondiale. Dopo il miglior tempo del venerdì, l'incertezza del tempo al sabato non permise a nessun pilota di battere il tempo del giorno precedente. Il nordirlandese venne passato già al via, e fu anche autore di un'uscita di pista, chiudendo quarto. A Brands Hatch, nella gara di casa, chiuse terzo, alle spalle del compagno di team Lauda, un gran premio caratterizzato da molti ritiri.
Dopo un arrivo fuori dai punti in Germania, Watson fu autore di una bella gara sotto la pioggia, in Austria. Terzo al momento della sospensione del gran premio per le avverse condizioni meteorologiche, un problema alla seconda partenza lo fece coinvolgere in un incidente, che lo privò della possibilità di giungere a punti. In Olanda Watson sfiorò ancora il podio, quarto. A Monza, gran premio reso tragico dall'incidente alla partenza, Watson venne classificato secondo, alle spalle di Lauda. In realtà le due Brabham erano state precedute sul traguardo da Mario Andretti e Gilles Villeneuve, che però venne penalizzati per partenza anticipata. La stagione si chiuse con le due gare nordamericane, entrambe concluse con il ritiro. Watson iscrisse 25 punti totali nel campionato mondiale, che gli valsero il sesto posto.
Al termine della stagione, la McLaren che aveva ingaggiato Ronnie Peterson per la stagione 1979, perito nella gara di Monza, decise di sostituirlo con Watson.

#### McLaren (1979-1983; 1985)

##### 1979

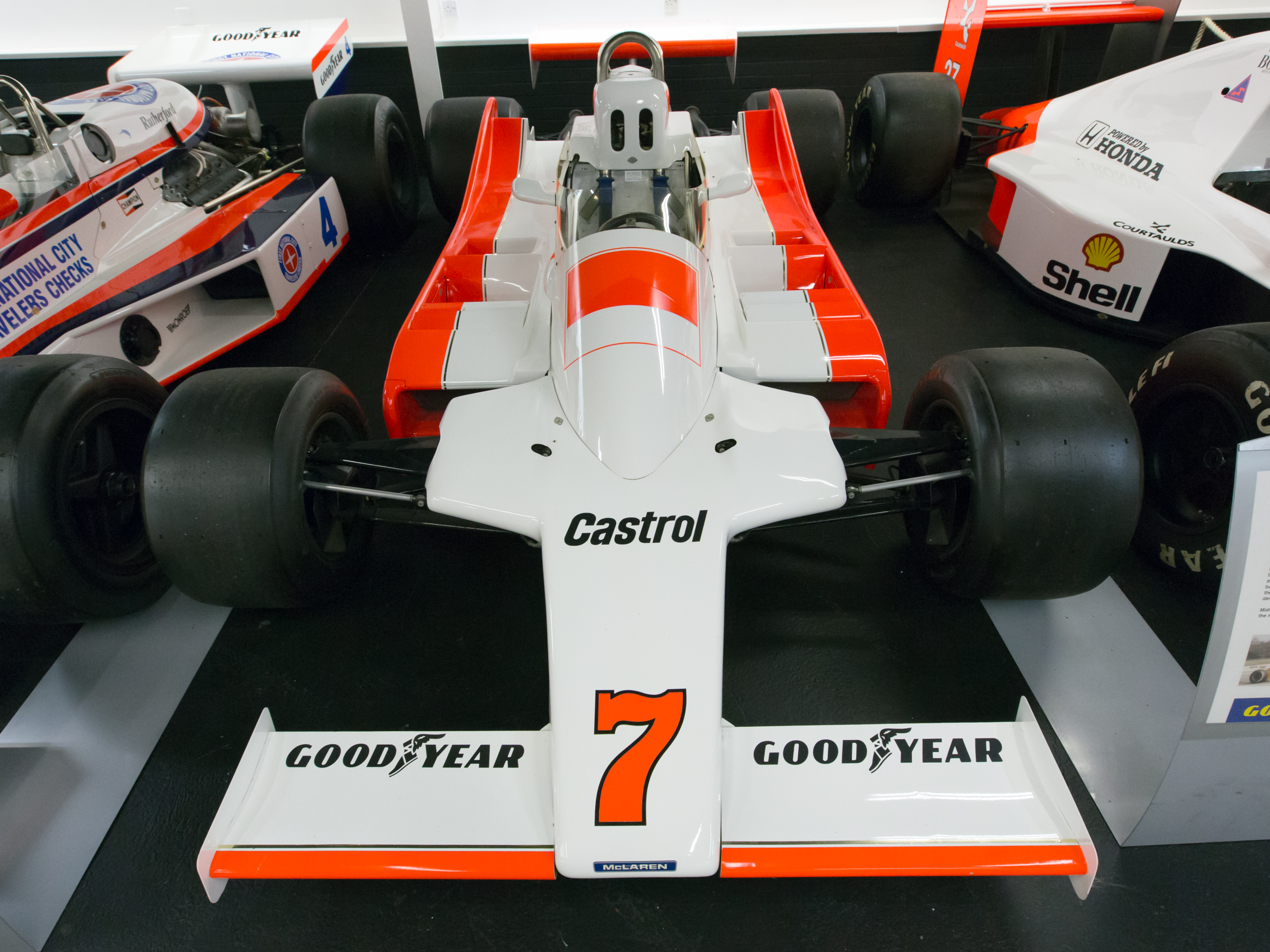
La McLaren M28 con cui Watson corse la prima parte della stagione 1979.

In McLaren Watson trovò, quale compagno di team, Patrick Tambay. I buoni risultati, in alcuni test svolti sul Circuito di Buenos Aires, nel dicembre del 1978, convinse la Goodyear a fornire al britannico delle gomme di migliore qualità per la prima gara stagionale, il Gran Premio d'Argentina. Settimo in prova, il nordirlandese fu protagonista di un incidente al via con Jody Scheckter, la cui vettura, andata poi in testacoda, coinvolse nel caos diverse altre monoposto; la gara dovette essere interrotta e riprese dopo un'ora, con Watson che poté ripartire solo utilizzando la vettura di Tambay. Watson fu autore di un'ottima partenza e, dopo un gran premio sempre corso nelle posizioni di vertice, chiuse terzo.
Le quattro gare seguenti furono caratterizzata da tre ritiri e un arrivo fuori dai punti. In Belgio Watson che, come spesso capitato era partito in posizioni di rincalzo, grazie ai numerosi ritiri, chiuse sesto, cogliendo un punto iridato. Andò anche meglio a Monaco: Watson, che scattava dalla quattordicesima posizione, colse il quarto posto.
La competitività in prova venne ritrovata nel Gran Premio di Gran Bretagna, in cui il nordirlandese colse il settimo tempo. In gara chiuse ancora nei punti, quarto. Watson continuò nel filotto positivo, col quinto posto nel Gran Premio di Germania.
Nelle gare successive la scarsa competitività in qualifica costrinse Watson a partite dalle retrovie. Dopo diverse gare senza risultati di rilievo, Watson strappò ancora due sesti posti nella gara del Canada, e in quella di Watkins Glen.
Watson si classificò nono della classifica piloti, con 15 punti totali.

##### 1980
La stagione 1980 presentò, ancora una volta, un nuovo compagno di squadra a Watson, il francese Alain Prost, ma fu, sportivamente, più negativa. La vettura si presentava poco competitiva, soprattutto in qualifica, ove Watson fu spesso nelle posizioni di coda. Il nordirlandese colse solo due arrivi a punti. I primi punti arrivarono nel Gran Premio di Long Beach. Watson, partito solo ventunesimo, effettuò una lunga rimonta, e si trovò a duellare con Emerson Fittipaldi, per il gradino più basso del podio. Il pilota della McLaren, penalizzato da un problema al cambio, chiuse quarto.

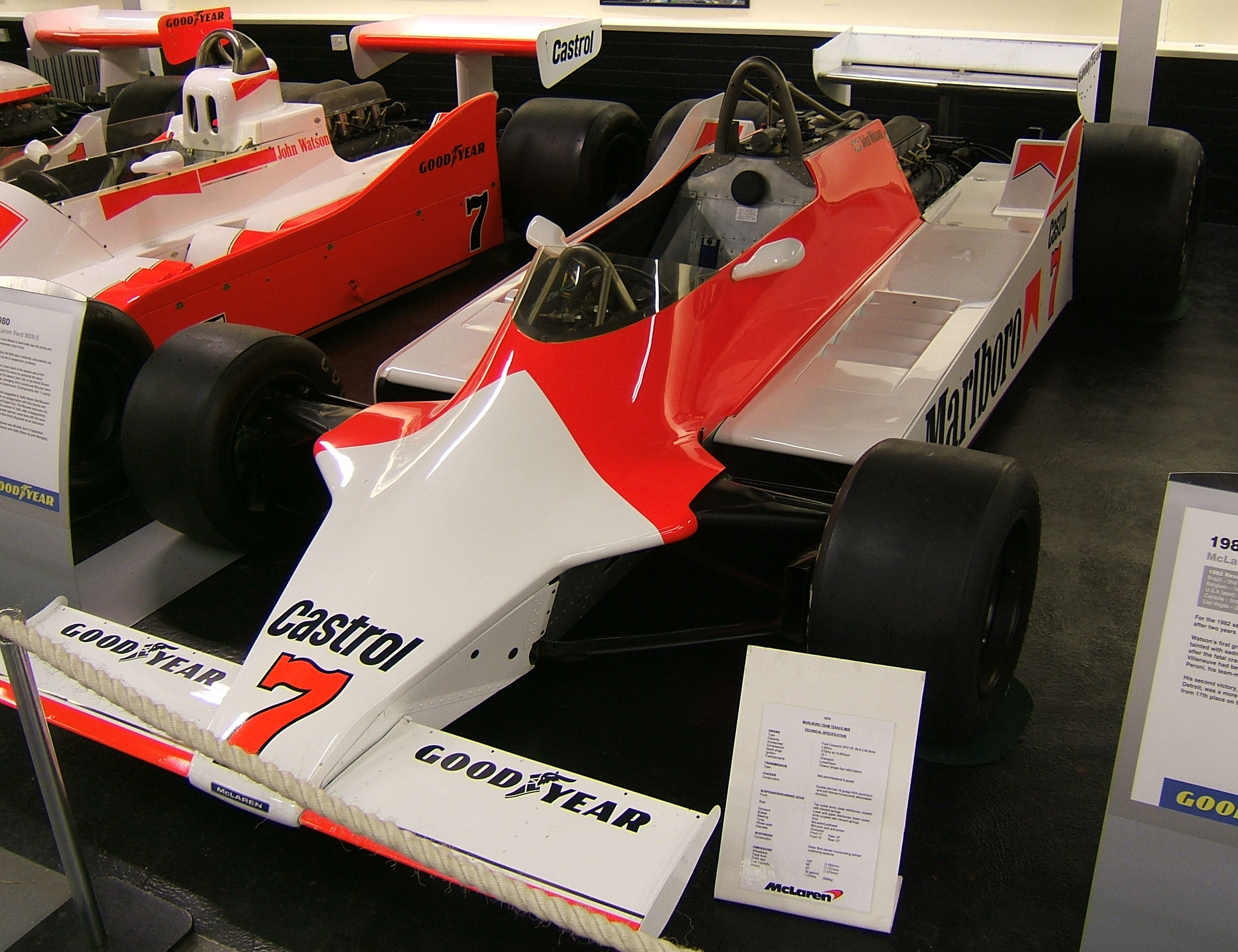
La McLaren M29, che Watson utilizzò a cavallo delle stagioni 1979 e 1980.

A febbraio, nel frattempo, dopo una riunione della Commissione tecnica della Formula 1, in cui la Federazione stabilì l'abolizione delle minigonne sulle monoposto, dal 1981, cosa che avrebbe penalizzato le monoposto spinte dal tradizionale Ford Cosworth DFV, Watson fu uno dei piloti che criticò maggiormente Jody Scheckter, presidente del sindacato piloti GPDA. Il nordirlandese imputava al sudafricano di aver difeso gli interessi della Scuderia Ferrari. Watson decise così di abbandonare l'associazione.
L'annata proseguì sulla stessa falsariga delle prime gare della stagione. Dopo essere stato non qualificato in Belgio, Watson non riuscì a qualificarsi, nel Gran Premio di Monaco. Fu la sua prima mancata qualificazione da quando correva nel campionato mondiale. Nel Gran Premio di Spagna (inizialmente valida come prova del campionato, ma che venne successivamente dichiarata illegittima, a causa della guerra FISA-FOCA) Watson si ritirò a seguito di un incidente con Patrick Gaillard. Watson colpì la vettura del francese, nel corso di un doppiaggio, con la McLaren che venne lanciata in aria. Non ci furono conseguenze fisiche per il britannico.
In Francia Watson, partito tredicesimo, chiuse al mergine della zona punti, in quella che fu la sua centesima gara iridata. A Brands Hatch chiuse ottavo, penalizzato da un motore in panne, mentre non colse risultati rilevanti nei due gran premi seguenti. In Germania si ritirò, ancora a causa di un guaio al motore, mentre era in zona punti.
Nel Gran Premio d'Olanda, colto un ottimo nono tempo nelle qualifiche, fu nuovamente costretto all'abbandono per un guaio al propulsore. Il secondo, e ultimo arrivo nei punti, fu nella penultima gara stagionale, in Canada. Partito settimo, il nordirlandese giunse quarto, in un gran premio sempre corso nelle prime posizioni, anche se un testacoda, nella parte finale della gara, lo privò di un possibile arrivo a podio. Un altro possibile arrivo nei punti, al Gran Premio di Watkins Glen, fu negato da una lunga sosta ai box, per la necessità di regolare gli ammortizzatori.
L'annata si chiuse con soli 6 punti, uno in più di quelli conquistati dal compagno di scuderia, Alain Prost.

##### 1981
Per l'annata 1981 cambiò il compagno di team: arrivò, dall'Alfa Romeo l'italiano Andrea De Cesaris. Anche il team stesso visse una profonda rivoluzione, con Ron Dennis che prese il comando della scuderia. La prima gara prevista, il Gran Premio del Sudafrica venne declassata a gara non iridata, per i soliti contrasti fra FISA e FOCA. Watson giunse quinto.
La stagione iridata iniziò in maniera simile al 1980, anche se già nella seconda gara mondiale di stagione, il Gran Premio del Brasile Watson si trovò a lungo nella zona dei punti, prima che un'uscita di pista lo costringa a cedere diverse posizioni. La stagione svoltò dal Gran Premio d'Argentina, gara successiva. La McLaren dotò Watson della nuova MP4/1: il ordiralndese fu così il primo pilota a guidare una vettura di Formula 1 in fibra di carbonio. Dopo aver ottenuto un buon undicesimo posto in griglia, un problema tecnico lo privò dei primi punti della stagione.

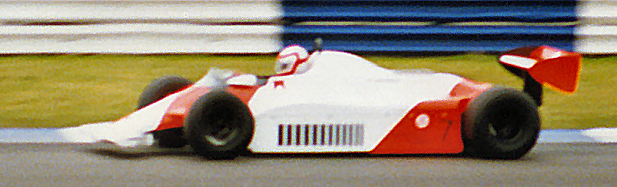
Watson testa, nel 2000, la McLaren MP4/1, prima vettura di Formula 1 in fibra di carbonio. Con questa vettura Watson vinse il Gran Premio di Gran Bretagna 1981.

A Imola la pioggia intermittente lo spinse a montare le gomme da asciutto troppo presto, prima di un ennesimo ritiro. In Belgio, dopo la terza fila delle qualificazioni, per evitare un incidente, durante il doppiaggio di Marc Surer, subì dei danni alla monoposto, che lo privarono ancora di punti iridati. Finalmente, nel Gran Premio di Spagna, settima prova della stagione, Watson conquistò i primi punti dell'anno, e il primo podio. Partito dalla seconda fila, fu terzo, staccato di soli 58 centesimi dal vincitore, Gilles Villeneuve, che portò a vincere una vettura turbo su un tortuoso tracciato, tenedosi dietro un trenino di vetture. Per Watson fu il primo arrivo a podio, dal Gran Premio d'Argentina 1979.
La serie positiva proseguì nel seguente Gran Premio di Francia. Colta la prima fila, staccato di 41 centesimi dal tempo di René Arnoux, in gara Watson si trovò terzo, al momento della sospensione per pioggia. Una volta ripreso il gran premio, la classifica venne stilata per somma dei tempi. Il pilota della McLaren riuscì anche a superare Alain Prost, in testa alla gara, ma cedette subito il comando, andando lungo in staccata. Watson venne classificato secondo. Il crescendo di risultati culminò con la vittoria nel Gran Premio di Gran Bretagna. Dopo la terza fila in prova, Watson sfiorò, in gara, l'incidente con Villeneuve, uscito di pista, ma riuscì a mantenere la monoposto in strada. Sfruttando vari ritiri e incidenti, il nordirlandese si trovò a condurre, al sessantunesimo giro. Watson vinse così per la seconda volta nel mondiale di Formula 1, dopo il successo nel Gran Premio d'Austria 1976. Per la McLaren fu la prima vittoria dal Gran Premio del Giappone 1977.
Nelle due gare successive (Germania, e Austria), pur penalizzato da una vettura che non disponeva di un motore turbo, ottenne due sesti posti. La striscia di ben 5 arrivi nei punti s'interruppe in Olanda, quando, da quarto, fu tradito da un guasto all'iniezione. A Monza il nordirlandese fu protagonista di un brutto incidente alla Seconda di Lesmo, con la vettura che si spezzò in due parti; non vi furono conseguenze fisiche per il pilota.
Nella penultima gara, in Canada, Watson, dopo alcuni bei sorpassi, si piazzò al secondo posto, alle spalle di Jacques Laffite, cogliendo il quarto podio in campionato. La gara venne interrotta a 7 giri della conclusione prevista, per le condizioni della pista.
Watson chiuse l'annata con 27 punti, e il sesto posto nella classifica piloti.

##### 1982
A novembre del 1981 venne annunciato il nuovo compagno di scuderia per Watson: Niki Lauda. L'austriaco era stato già collega di team per Watson nel 1978, alla Brabham.
Il 1982 fu la migliore stagione di Watson, nella massima categoria, tanto che lottò per il titolo, poi andato a Keke Rosberg, fino all'ultima gara. La stagione iniziò col sesto posto al Gran Premio del Sudafrica. Nelle due gara seguenti proseguì la sua serie nei punti, grazie anche a delle squalifiche di piloti giunti prima di lui sul traguardo. In Brasile Watson chiuse quarto ma, grazie alle squalifiche di Nelson Piquet e Keke Rosberg, per vetture irregolari, si trovò, in seguito, accreditato del secondo posto. Nel Gran Premio di Long Beach fu la squalifica di Gilles Villeneuve, sempre per vettura irregolare, a donargli il sesto posto.
Saltato il Gran Premio di San Marino, per gli strascichi della lotta tra la FOCA, ovvero l'associazione dei costruttori britannici, e la FISA, il nordirlandese vinse il Gran Premio del Belgio. Partito dal mezzo plotone, fu autore di una lunga rimonta, coronata, a due giri dal termine, dal sorpasso sul leader del gran premio, Rosberg, autore di un errore di guida. Watson condì il successo anche con il giro pù veloce in gara.

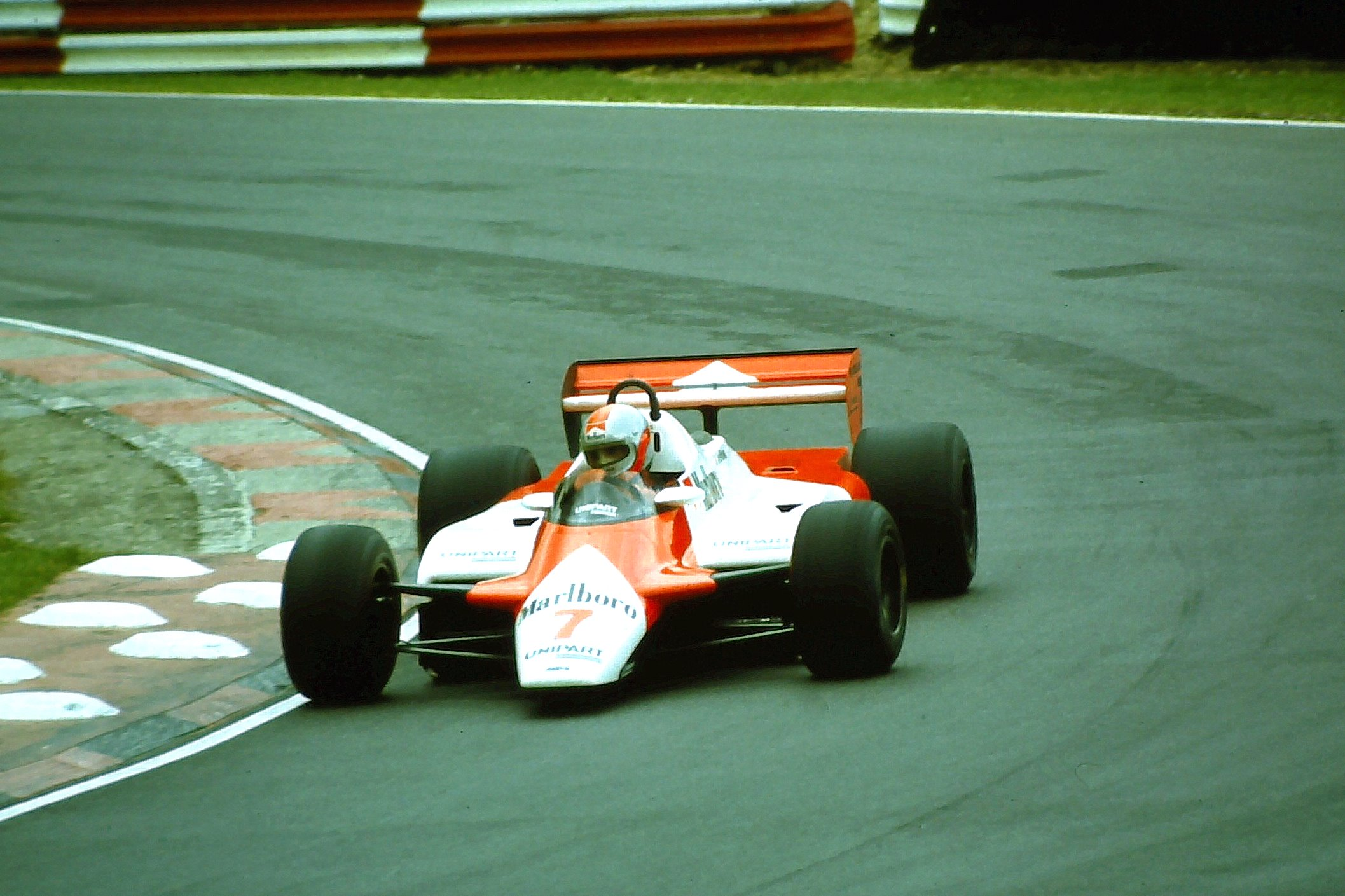
Watson, qui impegnato nel Gran premio di Gran Bretagna, colse il terzo posto nel campionato mondiale di Formula 1 1982, suo miglior piazzamento in carriera.

Dopo un ritiro nel Gran Premio di Monaco, Watson colse la seconda vittoria stagionale nel Gran Premio di Detroit. La gara fu interrotta dopo 6 giri, per incidente, con la classifica stilata per somma dei tempi. Watson fu, anche in questo caso, autore di una lunga rimonta, e passò, ancora una volta, Rosberg, al trentottesimo giro, per poi incrementare il vantaggio sul finlandese, fino a ottenere il primo posto, non solo in pista, ma anche nella somma dei tempi. Grazie a questi risultati Watson si trovò al comando della classifica mondiale, per la prima volta in carriera. Il nordirlandese guidava con 26 punti, 6 punti in più di Didier Pironi.
La stagione proseguì con un altro podio, nel Gran Premio del Canada. Watson fu capace di gestire bene gli pneumatici e il consumo di benzina. Watson allungò in classifica, portando a 10 punti il margine su Pironi.
Dopo la gara in Canada Watson incappò in una serie abbastanza lunga di gare senza punti. Nono in Olanda, ritirato per testacoda a Brand Hatch, fermato da un problema elettrico in Francia, nel Gran Premio di Germania scontò la rottura di una sospensione, che lo portò all'abbandono, quando era terzo. La serie negativa proseguì anche nel Gran Premio d'Austria, fermato da un problema al motore, quando era ai margini della zona dei punti. A Digione Watson rovinò la sua gara, dopo un contatto con Riccardo Patrese.
Watson tornò a punti, quarto, nel Gran Premio di Monza, penultima gara della stagione. Il nordirlandese si trovò all'ultima gara, il Gran Premio di Las Vegas, ancora in corsa per il titolo, pur non avendo iscritto punti per molte gare. Keke Rosberg comandava la classifica con 3 punti di margine su Didier Pironi, che però era infortunato e non avrebbe preso parte alla gara, e 9 su John Watson. L'unica ipotesi che poteva dare la vittoria, nel campionato, al pilota della McLaren, era un suo successo, con Rosberg che non avrebbe dovuto raccogliere nessun punto: in tale caso i due si sarebbero trovati a pari punti e avrebbe prevalso Watson per il più alto numero di primi posti.
Sulla classifica pendeva però ancora il ricorso in merito alla squalifica inflitta a Niki Lauda nel Gran Premio del Belgio: in quella gara l'austriaco, giunto terzo (dietro proprio a Watson e Rosberg), era stato escluso dalla classifica in quanto la sua vettura era stata trovata di due chili al di sotto del peso minimo. Il giudizio finale sarebbe stato emesso il 28 settembre. Con 4 punti in più l'austriaco sarebbe salito a 34 punti, uno sopra Watson, e con una vittoria a Las Vegas, si sarebbe aggiudicato il titolo, con Rosberg che non avrebbe dovuto giungere meglio di sesto.
Qualificatosi nono, come spesso in stagione, Watson fu capace di una bella rimonta, che lo portò presto in terza posizione. Il ritiro di Prost lo fece scalare secondo, posizione che mantenne fino al termine della gara; il secondo posto non era però sufficiente per garantire il titolo al pilota della McLaren.
Watson chiuse il campionato terzo, a pari punti con Pironi, che però risultò secondo per i migliori piazzamenti.

##### 1983
Il 1983 fu l'ultima stagione completa nel mondiale di Formula 1 per Watson. L'annata fu penalizzata da una scarsa competitività in qualifica, che penalizzava fortemente la possibilità di cogliere risultati importanti in gara. La spiegazione di questa scarsa competitività risiedeva negli pneumatici Michelin che, studiati, per vetture dotate di motore turbo, non entravano in temperatura su una monoposto a motore a pressione atmosferica.
Dopo il ritiro in Brasile, gara d'esordio, Watson fu autore di un'impresa nel seguente Gran Premio di Long Beach. Riuscì a vincere la gara partendo dal ventiduesimo posto, impresa mai avvenuta prima nella storia del mondiale di Formula 1, e mai più eguagliata. Sfruttando diversi ritiri degli avversari, il duo della McLaren (anche Niki Lauda era partito, infatti, nelle retrovie, anche peggio di Watson) al giro 44, sfruttando un errore di Riccardo Patrese, sia Watson che Lauda, passarono davanti al padovano, e solo un giro dopo, con Laffite in crisi con gli pneumatici, si trovarono a condurre. Nella parte finale della gara Niki Lauda soffrì di crampi e non fu capace di attaccare John Watson, che così vinse per la quinta, e ultima, volta nel mondiale. Al termine della gara Watson espresse fiducia sul prosieguo della stagione, immaginando anche di poter lottare per il titolo.
La stagione, in realtà, proseguì con delle prestazioni in qualifica molto penalizzanti per gli obiettivi di alta classifica. Dal Gran Premio di San Marino la McLaren di Watson fu dotata, come già accadeva per la monoposto di Lauda, col nuovo motore Ford Cosworth DFY. A Imola il nordirlandese chiuse quinto.
A Monaco Watson mancò la qualificazione, già come era accaduto nell'edizione del 1980. Già al giovedì entrambe le McLaren non riuscirono a ottenere un tempo sufficiente alla qualificazione provvisoria. Al sabato la pioggia fece la sua comparsa sul tracciato e nessun pilota fu in grado di migliorare i tempi ottenuti al giovedì. Nelle prove libere del mattino, invece, la Michelin aveva portato un nuovo tipo di mescola che aveva consentito a Lauda di fermare il cronometro su 1'27"59, tempo che sarebbe stato sufficiente per la qualificazione, se ottenuto al giovedì.
Watson fu autore di un'altra grande rimonta nel Gran Premio di Detroit: partito ventunesimo, sfruttando i diversi ritiri, riuscì a cogliere il terzo posto. Fece suo anche, per l'ultima volta, il giro più veloce della gara Anche nel Gran Premio di Germania il pilota della McLaren fu costretto a partire dalle retrovie, ventitreesimo, ma fu capace di scalare fino al sesto posto, sotto la bandiera a scacchi. A seguito di una squalifica del compagno di team Lauda, Watson scalò quinto.
Nel Gran Premio d'Olanda Watson si classificò terzo, ottenendo così il ventesimo, e ultimo, podio nel mondiale di Formula 1. Anche in questa gara partì lontano dai migliori, solo diciassettesimo, comunque meglio di Niki Lauda che, per la prima volta, disponeva di una McLaren spinta dal motore turbo della TAG-Porsche. La solita gara regolare permise al britannico di giungere a podio. Dalla gara successiva, il Gran Premio d'Italia, e fino al termine della stagione, il nordirlandese, ebbe anche lui, a disposizione la 
McLaren MP4/1-E a motore turbo. Watson finì fuori dalla zona dei punti a Monza, mentre nel Gran Premio d'Europa, corso a Brands Hatch, fu costretto al ritiro dal distacco dell'alettone anteriore, danneggiato in precedenza. Watson terminò fuori pista, contro le barriere, senza però soffrire conseguenze fisiche.
L'ultima gara della stagione, il Gran Premio del Sudafrica, vide Watson squalificato. Nel giro di formazione, a causa di un problema al motore, il pilota non prese il via, assieme agli altri piloti. Riuscito a partire, una volta raggiunto il plotone, già schierato sulla griglia, invece di accodarvisi, riprese la sua posizione in griglia, cosa non permessa dal regolamento.
Watson chiuse la stagione sommando 22 punti (dieci in più di Lauda), che gli valsero il sesto posto in campionato. Watson, grazie alle gare disputate in stagione, diventava, con 151 gran premi, il secondo pilota più presente nel campionato mondiale, alle spalle del solo Graham Hill (che ne contava 175). Watson aveva superato, dal Gran Premio d'Austria, Carlos Reutemann.

##### 1984-1985
Watson non venne confermato dalla McLaren per il 1984. Al suo posto tornò nella scuderia britannica Alain Prost: il francese aveva esordito nel campionato mondiale di Formula 1, proprio alla McLaren, nel 1980. Watson affermò di essere sorpreso della decisione, ma che comunque disponeva di alcune offerte per restare nel campionato. Venne ipotizzato che potesse essere ingaggiato dalla Lotus. In seguito Watson affermò, in caso di assenza di ingaggi nella massima formula, di avere la possibilità di correre nelle gare di durata per la Porsche.

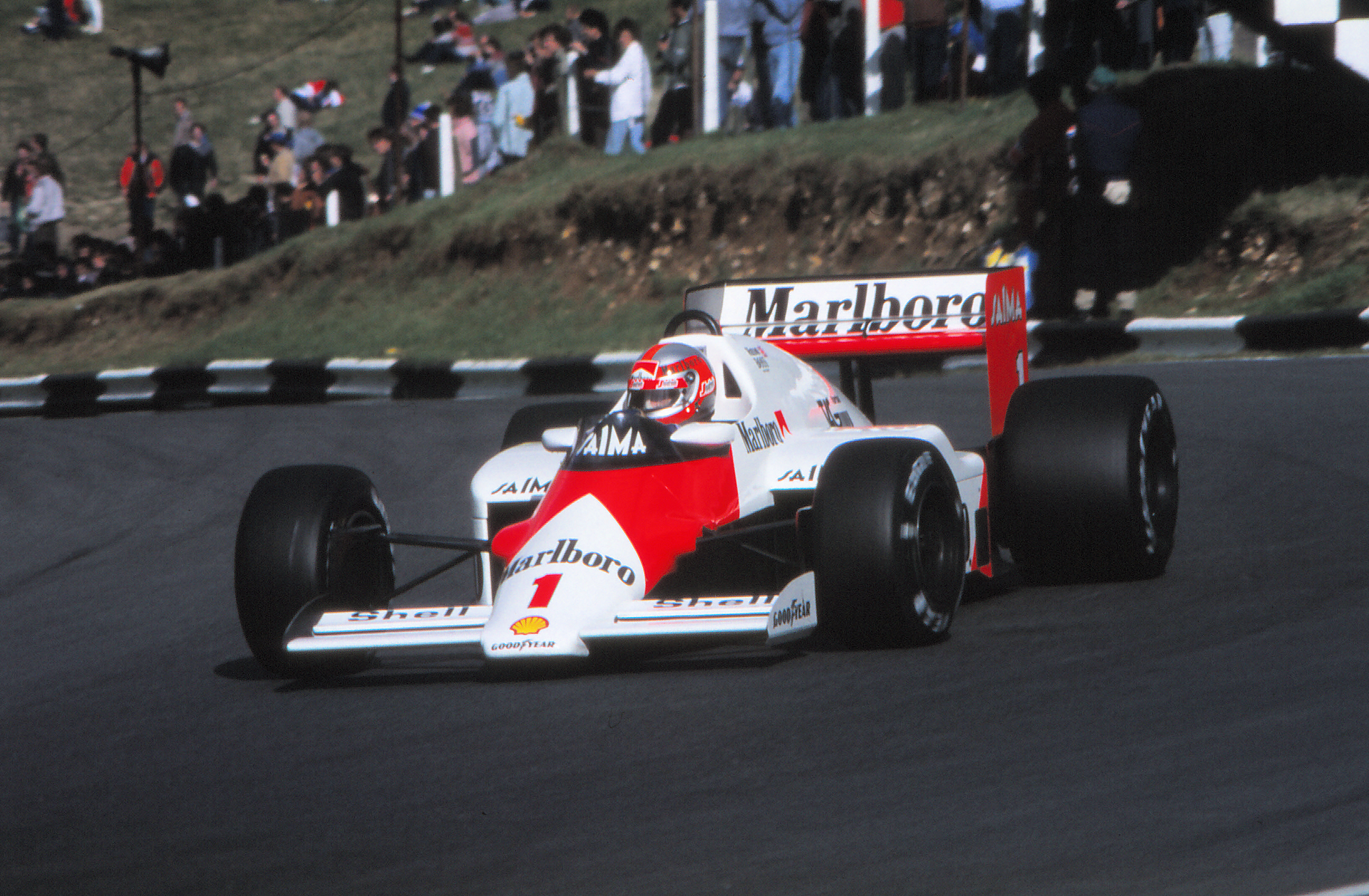
L'ultima apparizione per Watson nel Campionato mondiale di Formula 1 fu nel Gran Premio d'Europa 1985, al volante della vettura McLaren numero 1.

Watson venne, poi, avvicinato alla Tyrrell, che però non disponeva di una motorizzazione turbo. Nel corso della stagione venne ipotizzato un suo impiego con la scuderia Zakspeed, che però rimandò l'esordio nel campionato al 1985.
Per la stagione 1985 il nordirlandese firmò un contratto con la Toleman, per far coppia con lo svedese Stefan Johansson. Pochi giorni dopo però la scuderia annunciò la sua volontà di abbandonare il campionato, per l'assenza di una fornitura di pneumatici. La scuderia britannica, in realtà, prosegui il suo impegno, partecipando a delle sessioni private di prova, utilizzando anche Watson. La Toleman trovò una fornitura della Pirelli, acquistando la scuderia Spirit, e esordì in campionato col Gran Premio di Monaco. L'unico pilota iscritto fu però Teo Fabi.
Watson riuscì, infine, a disputare ancora un gran premio. Venne ingaggiato ancora dalla McLaren, per sostituire l'infortunato Niki Lauda, al Gran Premio d'Europa, disputato a Brands Hatch. Watson utilizzò il numero 1, che spettava a Lauda. Il nordirlandese è così l'unico pilota che ha corso con tale numero, senza essere campione del mondo in carica, dal 1975 in poi. In realtà Watson era stato contattato dalla scuderia britannica per sostituire Lauda già nella gara di Spa, nelle cui prove si era infortunato l'austriaco. La sostituzione, però, avvenuta a prove già iniziate, sarebbe stata possibile solo in deroga al regolamento, grazie all'autorizzazione di tutti i concorrenti. La sua partecipazione trovò però l'opposizione della Scuderia Ferrari.
Watson ritrovò, quale compagno di team, Alain Prost, come già accaduto nella stagione 1980. Watson venne testato in alcune sessioni private, senza grandi risultati, tanto che la scuderia britannica aveva tentato di ingaggiare, al suo posto, Derek Warwick, pilota della Renault. Ventunesimo in prova, fu comunque capace di chiudere al settimo posto. La gara donò il primo titolo al compagno di scuderia, Prost.

#### Ultime apparizioni
Dopo il Gran Premio d'Europa Watson non ebbe mai più l'occasione di competere nel campionato mondiale di Formula 1. Il britannico venne però, nelle annate successive, spesso utilizzato per dei test.
Nel biennio 1988-1989 fu impiegato, in qualche occasione, dalla McLaren, mentre, sempre nel 1989, fu tester ufficiale per la Onyx. Nel 1991 venne ingaggiato, nello stesso ruolo, dalla scuderia irlandese Jordan Grand Prix, di cui divenne il primo pilota a guidare una vettura di Formula 1. Alla Jordan rimase anche nel 1992.
Le sue ultime apparizioni, su vetture della massima serie, furono in alcuni test con Williams e Sauber, a metà anni novanta del XX ventesimo secolo.

#### Dopo la Formula 1
Nel 1984 Watson tornò a gareggiare con le vetture sport, partecipando ad alcune gare del campionato sportprototipi; assieme a Stefan Bellof vinse la 1000 km del Fuji, contribuendo così alla vittoria del campionato da parte del pilota germanico. Partecipò anche alla 24 di Le Mans, gareggiando per la scuderia Bob Tullius Group 44 Jaguar al volante di una Jaguar XJR-5, dotata di un motore da 6.000 cc V12, nella classe in the IMSA / GTP. Fu la prima apparizione per la Jaguar nella gara francese, dal 1959; in gara Watson fu anche, brevemente, al comando, al termine della prima ora di gara, quando andarono alla sosta le più veloci Porsche 956 e Lancia LC2. La vettura si ritiro, nel corso della gara.
Watson chiuse secondo nel campionato 1987, assieme a Jan Lammers, correndo per il team TWR, con una Jaguar XJR-8. In coppia vinsero in tre occasioni (360 km del Jarama, 1000 km di Monza e 1000 km del Fuji).

## Dopo il ritiro
Al termine della sua carriera automobilistica Watson intraprese l'attività di commentatore sportivo, aprì anche una scuola di pilotaggio, presso il Circuito di Silverstone e divenne gestore di una pista automobilistica.
Tra il 1989 e il 1996 collaborò con l'emittente Eurosport, fornendo il commento tecnico ai gran premi di Formula 1, prima assieme a Andrew Marriott (1989-1990), poi con Richard Nicholls (1990–1992), Allard Kalff (1992–1994) e Ben Edwards (1995–1996). Eurosport trasmise il campionato mondiale di Formula 1 nel Regno Unito fino al 1996. Nel 1997 Watson passò a commentare la Formula 1 per l'ESPN.
Tra il 1998 e il 2001 supportò Charlie Cox nel commento del British Touring Car Championship, trasmesso dalla BBC. Nel 2002 Watson tornò a commentare la massima formula, sul canale pay per view di Sky Sport, assieme a Ben Edwards.
Nel periodo 2005-2009, Watson venne impiegato da BSkyb per seguire l'A1 Grand Prix.
Nel 2010 Watson commentò alcune gare del Campionato FIA GT1 e GT3, mentre nel 2014 seguì la Blancpain GT Series.
Watson partecipa, quale esperto nelle trasmissioni che seguono la Formula 1, su BBC Radio 5 Live, Radio 4, Sky e nel Sky Sports F1 show, del venerdì sera.
Inoltre, Watson, commenta il GT World Challenge Europe, assieme a David Addison.

## Palmares
- Hawthorn Memorial Trophy[164]: 3 (1978, 1982, 1983)

## Riconoscimenti
Nel 1982 venne insignito del premio British Competition Driver of the Year, dalla rivista britannica Autosport, attribuito per la prima volta in quell'anno.
Nel 2016, una ricerca svolta presso l'Università di Sheffield, che cercava di stabilire il pilota più forte nella storia del campionato mondiale di Formula 1, sterilizzando l'influenza relativa delle vetture guidate, posizionava Watson al venticinquesimo posto.

## Risultati

### Riepilogo della carriera
| Stagione | Serie                              | Team                           | Gare | Vittorie | Pole position | GPV | Podi | Punti | Posizione |
| -------- | ---------------------------------- | ------------------------------ | ---- | -------- | ------------- | --- | ---- | ----- | --------- |
| 1969     | Campionato europeo di Formula 2    | Team Ireland                   | 1    | 0        | 0             | 0   | 0    | 0     | NC        |
| 1970     | Campionato europeo di Formula 2    | John Watson                    | 2    | 0        | 0             | 0   | 0    | 0     | NC        |
| 1971     | Campionato europeo di Formula 2    | John Watson                    | 6    | 0        | 0             | 0   | 0    | 5     | 15°       |
| 1972     | Campionato europeo di Formula 2    | Allan McCall Team Tui          | 6    | 0        | 0             | 0   | 0    | 4     | 23°       |
| 1972     | Campionato britannico di Formula 2 | Allan McCall Team Tui          | 1    | 0        | 0             | 0   | 0    | 0     | NC        |
| 1972     | Campionato britannico di Formula 2 | Chevron Racing Team            | 1    | 0        | 0             | 0   | 0    | 0     | NC        |
| 1972     | Campionato mondiale sportprototipi | William Tuckett                | 1    | 0        | 0             | 0   | 0    | 0     | NC        |
| 1973     | Campionato mondiale sportprototipi | Gulf Research Racing           | 4    | 0        | 0             | 0   | 0    | 18    | NC        |
| 1973     | Campionato europeo di Formula 5000 | Hexagon Racing                 | 2    | 0        | 1             | 0   | 1    | 24    | 6°        |
| 1973     | Campionato europeo di Formula 2    | Chevron Racing Team            | 2    | 0        | 1             | 0   | 1    | 4     | 20°       |
| 1973     | Campionato europeo di Formula 2    | Motor Racing Developments      | 1    | 0        | 0             | 0   | 0    | 4     | 20°       |
| 1973     | Campionato mondiale di Formula 1   | Motor Racing Developments      | 1    | 0        | 0             | 0   | 0    | 0     | NC        |
| 1973     | Campionato mondiale di Formula 1   | Hexagon of Highgate            | 1    | 0        | 0             | 0   | 0    | 0     | NC        |
| 1974     | Campionato mondiale di Formula 1   | Goldie Hexagon Racing          | 15   | 0        | 0             | 0   | 0    | 6     | 15°       |
| 1974     | Campionato europeo di Formula 2    | Bang & Olufsen Team Surtees    | 5    | 0        | 0             | 0   | 1    | 6     | 11°       |
| 1974     | Campionato mondiale sportprototipi | Chevron Cars                   | 1    | 0        | 0             | 0   | 0    | 0     | NC        |
| 1975     | Campionato mondiale di Formula 1   | Team Surtees                   | 11   | 0        | 0             | 0   | 0    | 0     | NC        |
| 1975     | Campionato mondiale di Formula 1   | John Player Team Lotus         | 1    | 0        | 0             | 0   | 0    | 0     | NC        |
| 1975     | Campionato mondiale di Formula 1   | Penske Cars                    | 1    | 0        | 0             | 0   | 0    | 0     | NC        |
| 1975     | Campionato mondiale sportprototipi | GELO Racing Team Mirage        | 1    | 0        | 0             | 0   | 0    | 0     | NC        |
| 1976     | Campionato mondiale di Formula 1   | Citibank Team Penske           | 16   | 1        | 0             | 0   | 3    | 20    | 7°        |
| 1977     | Campionato mondiale di Formula 1   | Martini Racing                 | 17   | 0        | 1             | 2   | 1    | 9     | 13°       |
| 1977     | Campionato mondiale sportprototipi | Autodelta SpA                  | 1    | 0        | 1             | 0   | 0    | 0     | NC        |
| 1978     | Campionato mondiale di Formula 1   | Parmalat Racing Team           | 16   | 0        | 1             | 0   | 3    | 25    | 6°        |
| 1979     | Campionato mondiale di Formula 1   | Marlboro Team McLaren          | 15   | 0        | 0             | 0   | 1    | 15    | 9°        |
| 1980     | Campionato mondiale di Formula 1   | Marlboro Team McLaren          | 13   | 0        | 0             | 0   | 0    | 6     | 10°       |
| 1980     | Campionato Production Car          | GS Team                        | 1    | 0        | 0             | 0   | 0    | 3     | 23°       |
| 1981     | Campionato mondiale di Formula 1   | Marlboro McLaren International | 15   | 1        | 0             | 1   | 4    | 27    | 6°        |
| 1982     | Campionato mondiale di Formula 1   | Marlboro McLaren International | 15   | 2        | 0             | 1   | 5    | 39    | 3°        |
| 1983     | Campionato mondiale di Formula 1   | Marlboro McLaren International | 14   | 1        | 0             | 1   | 3    | 22    | 6°        |
| 1984     | Campionato mondiale sportprototipi | Rothmans Porsche               | 3    | 1        | 1             | 0   | 1    | 26    | 23°       |
| 1984     | Campionato mondiale sportprototipi | Jaguar Group 44                | 1    | 0        | 0             | 0   | 0    | 26    | 23°       |
| 1985     | Campionato mondiale di Formula 1   | Marlboro McLaren International | 1    | 0        | 0             | 0   | 0    | 0     | NC        |

### Risultati completi alla 24 Ore di Le Mans
| Anno | Scuderia                              | Copiloti                          | Vettura        | Classe     | Giri | Pos. | Class Pos. |
| ---- | ------------------------------------- | --------------------------------- | -------------- | ---------- | ---- | ---- | ---------- |
| 1973 | Gulf Research Racing                  | Mike Hailwood Vern Schuppan       | Mirage M6 Ford | S 3.0      | 112  | Rit  | Rit        |
| 1984 | Jaguar Group 44                       | Tony Adamowicz Claude Ballot-Léna | Jaguar XJR-5   | IMSA / GTP | 212  | Rit  | Rit        |
| 1985 | Rothmans Porsche                      | Al Holbert Vern Schuppan          | Porsche 962C   | C1         | 299  | Rit  | Rit        |
| 1987 | Silk Cut Jaguar Tom Walkinshaw Racing | Jan Lammers Win Percy             | Jaguar XJR-8LM | C1         | 158  | Rit  | Rit        |
| 1988 | Silk Cut Jaguar Tom Walkinshaw Racing | Raul Boesel Henri Pescarolo       | Jaguar XJR-9LM | C1         | 129  | Rit  | Rit        |
| 1989 | Toyota Team Tom's                     | Geoff Lees Johnny Dumfries        | Toyota 89C-V   | C1         | 58   | Rit  | Rit        |
| 1990 | Richard Lloyd Racing                  | Bruno Giacomelli Allen Berg       | Porsche 962C   | C1         | 335  | 11°  | 11°        |

### Risultati completi nel Campionato europeo di Formula 2
| Anno | Scuderia                    | Telaio        | Motore       | 1       | 2      | 3       | 4      | 5       | 6       | 7     | 8       | 9     | 10      | 11    | 12  | 13  | 14  | 15  | 16     | 17  | Pos. | Punti |
| ---- | --------------------------- | ------------- | ------------ | ------- | ------ | ------- | ------ | ------- | ------- | ----- | ------- | ----- | ------- | ----- | --- | --- | --- | --- | ------ | --- | ---- | ----- |
| 1969 | Team Ireland                | Lotus 48      | Cosworth FVA | THR Rit | HOC    | NÜR     | JAR    | TUL     | PER     | VAL   |         |       |         |       |     |     |     |     |        |     | NC   | 0     |
| 1970 | John Watson                 | Brabham BT30  | Cosworth FVA | THR Rit | HOC NQ | BAR Rit | ROU NP | PER     | TUL     | IMO   | HOC     |       |         |       |     |     |     |     |        |     | NC   | 0     |
| 1971 | John Watson                 | Brabham BT30  | Cosworth FVA | HOC Rit | THR NP | NÜR 12  | JAR 11 | PAL NQ  | ROU NQ  | MAN 5 | TUL 5   | ALB   | VAL 6   | VAL   |     |     |     |     |        |     | 15°  | 5     |
| 1972 | Allan McCall Team Tui       | Leda-Tui AM29 | Ford BDA     | MAL     | THR    | HOC     | PAU    | PAL Rit | HOC 10  |       |         |       |         |       |     |     |     |     |        |     | 23°  | 4     |
| 1972 | Allan McCall Team Tui       | Leda-Tui BH2  | Ford BDA     |         |        |         |        |         |         | ROU 5 | ÖST 8   | IMO 8 | MAN Rit | PER   | SAL | ALB | HOC |     |        |     | 23°  | 4     |
| 1973 | Motor Racing Developments   | Brabham BT40  | Ford BDA     | MAL Rit | HOC    | THR     | NÜR    | PAU     | KIN     | NIV   | HOC     | ROU   | MNZ     |       |     |     |     |     |        |     | 20°  | 4     |
| 1973 | Chevron Racing Team         | Chevron B25   | Ford BDA     |         |        |         |        |         |         |       |         |       |         | MAN 3 | KAR | PER | SAL | NOR | ALB 10 | VAL | 20°  | 4     |
| 1974 | Bang & Olufsen Team Surtees | Surtees TS15  | Ford BDA     | BAR     | HOC 2  |         |        |         |         |       |         |       |         |       |     |     |     |     |        |     | 11°  | 6     |
| 1974 | Bang & Olufsen Team Surtees | Surtees TS15A | BMW M12      |         |        | PAU Rit | SAL 10 | HOC     | MUG Rit | KAR   | PER Rit | HOC   | VAL     |       |     |     |     |     |        |     | 11°  | 6     |

(legenda)

### Formula 1

#### Statistiche del Campionato mondiale di Formula 1[166]
- Gran Premi disputati: 152
- Vittorie: 5 ( Gran Premio d'Austria 1976,  Gran Premio di Gran Bretagna 1981,  Gran Premio del Belgio 1982,  Gran Premio degli USA-Est 1982,  Gran Premio degli USA-Ovest 1983)
- Pole position: 2 ( Gran Premio di Monaco 1977,  Gran Premio di Francia 1978)
- Giri veloci: 5 ( Gran Premio del Sudafrica 1977,  Gran Premio d'Austria 1977,  Gran Premio del Canada 1981,  Gran Premio del Belgio 1982,  Gran Premio degli USA-Est 1983)
- Podi: 20
- Punti totalizzati: 169
- Giri in testa: 287 (pari a 1 238 km)
- Giri totali percorsi in gara: 7 389 (pari a 34 182 km)

#### Record detenuti nel Campionato mondiale di Formula 1
- Vittoria partendo dalla posizione di partenza più arretrata: 22° ( Gran Premio degli USA-Ovest 1983)[167]

#### Risultati completi nel Campionato mondiale di Formula 1
| 1973 | Scuderia | Vettura     |  |  |  |  |  |  |  |  |     |    |    |  |  |  |     |  |  | Punti | Pos. |
| ---- | -------- | ----------- |  |  |  |  |  |  |  |  | --- | -- | -- |  |  |  | --- |  |  | ----- | ---- |
| 1973 | Brabham  | BT37 e BT42 |  |  |  |  |  |  |  |  | Rit | NA | NA |  |  |  | Rit |  |  | 0     |      |

| 1974 | Scuderia | Vettura     |    |     |     |    |    |   |    |   |    |    |     |   |   |     |   |  |  | Punti | Pos. |
| ---- | -------- | ----------- | -- | --- | --- | -- | -- | - | -- | - | -- | -- | --- | - | - | --- | - |  |  | ----- | ---- |
| 1974 | Brabham  | BT42 e BT44 | 12 | Rit | Rit | 11 | 11 | 6 | 11 | 7 | 16 | 11 | Rit | 4 | 7 | Rit | 5 |  |  | 6     | 15º  |

| 1975 | Scuderia             | Vettura      |    |    |    |   |     |    |    |     |    |    |     |    |    |   |  |  |  | Punti | Pos. |
| ---- | -------------------- | ------------ | -- | -- | -- | - | --- | -- | -- | --- | -- | -- | --- | -- | -- | - |  |  |  | ----- | ---- |
| 1975 | Surtees Lotus Penske | TS16 72F PC1 | SQ | 10 | 16 | 8 | Rit | 10 | 16 | Rit | 13 | 11 | Rit | 10 | NA | 9 |  |  |  | 0     |      |

| 1976 | Scuderia | Vettura   |     |   |    |     |   |    |     |   |   |   |   |     |    |    |   |     |  | Punti | Pos. |
| ---- | -------- | --------- | --- | - | -- | --- | - | -- | --- | - | - | - | - | --- | -- | -- | - | --- |  | ----- | ---- |
| 1976 | Penske   | PC3 e PC4 | Rit | 5 | NC | Rit | 7 | 10 | Rit | 3 | 3 | 7 | 1 | Rit | 11 | 10 | 6 | Rit |  | 20    | 7º   |

| 1977 | Scuderia | Vettura |     |     |   |    |     |     |     |   |   |     |     |   |     |     |    |     |     | Punti | Pos. |
| ---- | -------- | ------- | --- | --- | - | -- | --- | --- | --- | - | - | --- | --- | - | --- | --- | -- | --- | --- | ----- | ---- |
| 1977 | Brabham  | BT45    | Rit | Rit | 6 | SQ | Rit | Rit | Rit | 5 | 2 | Rit | Rit | 8 | Rit | Rit | 12 | Rit | Rit | 9     | 13º  |

| 1978 | Scuderia | Vettura      |     |   |   |     |   |     |   |     |   |   |   |   |   |   |     |     |  | Punti | Pos. |
| ---- | -------- | ------------ | --- | - | - | --- | - | --- | - | --- | - | - | - | - | - | - | --- | --- |  | ----- | ---- |
| 1978 | Brabham  | BT45C e BT46 | Rit | 8 | 3 | Rit | 4 | Rit | 5 | Rit | 4 | 3 | 7 | 7 | 4 | 2 | Rit | Rit |  | 25    | 6º   |

| 1979 | Scuderia | Vettura        |   |   |     |     |     |   |   |    |   |   |   |     |     |   |   |  |  | Punti | Pos. |
| ---- | -------- | -------------- | - | - | --- | --- | --- | - | - | -- | - | - | - | --- | --- | - | - |  |  | ----- | ---- |
| 1979 | McLaren  | M26, M28 e M29 | 3 | 8 | Rit | Rit | Rit | 6 | 4 | 11 | 4 | 5 | 9 | Rit | Rit | 6 | 6 |  |  | 15    | 9º   |

| 1980 | Scuderia | Vettura   |     |    |    |   |    |    |   |   |     |     |     |     |   |    |  |  |  | Punti | Pos. |
| ---- | -------- | --------- | --- | -- | -- | - | -- | -- | - | - | --- | --- | --- | --- | - | -- |  |  |  | ----- | ---- |
| 1980 | McLaren  | M29 e M30 | Rit | 11 | 11 | 4 | NC | NQ | 7 | 8 | Rit | Rit | Rit | Rit | 4 | NC |  |  |  | 6     | 11º  |

| 1981 | Scuderia | Vettura      |     |   |     |    |   |     |   |   |   |   |   |     |     |   |   |  |  | Punti | Pos. |
| ---- | -------- | ------------ | --- | - | --- | -- | - | --- | - | - | - | - | - | --- | --- | - | - |  |  | ----- | ---- |
| 1981 | McLaren  | M29F e MP4/1 | Rit | 8 | Rit | 10 | 7 | Rit | 3 | 2 | 1 | 6 | 6 | Rit | Rit | 2 | 7 |  |  | 27    | 6º   |

| 1982 | Scuderia | Vettura |   |   |   |  |   |     |   |   |   |     |     |     |   |    |   |   |  | Punti | Pos. |
| ---- | -------- | ------- | - | - | - |  | - | --- | - | - | - | --- | --- | --- | - | -- | - | - |  | ----- | ---- |
| 1982 | McLaren  | MP4/1B  | 6 | 2 | 6 |  | 1 | Rit | 1 | 3 | 9 | Rit | Rit | Rit | 9 | 13 | 4 | 2 |  | 39    | 3º   |

| 1983 | Scuderia | Vettura |     |   |     |   |    |     |   |   |   |   |   |   |     |     |    |  |  | Punti | Pos. |
| ---- | -------- | ------- | --- | - | --- | - | -- | --- | - | - | - | - | - | - | --- | --- | -- |  |  | ----- | ---- |
| 1983 | McLaren  | MP4/1C  | Rit | 1 | Rit | 5 | NQ | Rit | 3 | 6 | 9 | 5 | 9 | 3 | Rit | Rit | SQ |  |  | 22    | 6º   |

| 1985 | Scuderia | Vettura |  |  |  |  |  |  |  |  |  |  |  |  |  |   |  |  |  | Punti | Pos. |
| ---- | -------- | ------- |  |  |  |  |  |  |  |  |  |  |  |  |  | - |  |  |  | ----- | ---- |
| 1985 | McLaren  | MP4/2B  |  |  |  |  |  |  |  |  |  |  |  |  |  | 7 |  |  |  | 0     |      |

| Legenda | 1º posto     | 2º posto | 3º posto    | A punti         | Senza punti/Non class.  | Grassetto – Pole position Corsivo – Giro più veloce |
| Legenda | Squalificato | Ritirato | Non partito | Non qualificato | Solo prove/Terzo pilota | Grassetto – Pole position Corsivo – Giro più veloce |

#### Risultati completi nelle gare di Formula 1 non valide come prove del campionato
| Anno | Scuderia                 | Telaio         | Motore            | 1       | 2      | 3     | 4   | 5   | 6     |
| ---- | ------------------------ | -------------- | ----------------- | ------- | ------ | ----- | --- | --- | ----- |
| 1972 | Goldie Hexagon Racing    | March 721      | Ford Cosworth DFV | RoC     | BRA    | BRDC  | GOL | REP | VIC 6 |
| 1973 | Motor Racig Developments | Brabham BT42   | Ford Cosworth DFV | RoC Rit | BRDC   |       |     |     |       |
| 1975 | Team Surtees             | Surtees TS16   | Ford Cosworth DFV | RoC 2   | BRDC 4 | SUI 5 |     |     |       |
| 1976 | Citibank Team Penske     | Penske PC3     | Ford Cosworth DFV | RoC Rit | BRDC   |       |     |     |       |
| 1977 | Martini Racing           | Brabham BT45   | Alfa Romeo 115-12 | RoC 3   |        |       |     |     |       |
| 1979 | Marlboro Team McLaren    | McLaren M28    | Ford Cosworth DFV | RoC Rit | GNM    | DIN   |     |     |       |
| 1980 | Marlboro Team McLaren    | McLaren M29C   | Ford Cosworth DFV | ESP Rit |        |       |     |     |       |
| 1981 | Marlboro Team McLaren    | McLaren M29F   | Ford Cosworth DFV | ZAF Rit |        |       |     |     |       |
| 1983 | Marlboro Team McLaren    | McLaren MP4/1C | Ford Cosworth DFV | RoC 5   |        |       |     |     |       |